# Tel Lod
Tel Lod és un jaciment arqueològic d'Israel, proper a Tel-Aviv (cap al sud), on s'ha trobat un serekh d'Iri-Hor. Fou explorat per primera vegada a finals de la dècada del 1930.